# یواس‌اس منیستی (وای‌تی‌بی-۷۸۲)
یواس‌اس منیستی (وای‌تی‌بی-۷۸۲) (به انگلیسی: USS Manistee (YTB-782)) یک کشتی است که طول آن ۱۰۹ فوت (۳۳ متر) می‌باشد. این کشتی در سال ۱۹۶۵ ساخته شد.